# Hemelvaartkathedraal (Jelets)
De Hemelvaartkathedraal (Russisch: Вознесенский собор) is een Russisch-orthodoxe kathedraal in de Russische stad Jelets. De kathedraal is gewijd aan de Hemelvaart van de Heer.

## Geschiedenis
Reeds in de 18e eeuw stond op de plek een kerkgebouw gewijd aan de heiligen Nicolaas en Dmitri maar in verband met de bevolkingsgroei werd de kerk te klein. De eerste steen van de nieuwe kerk werd ingezegend op 22 augustus 1845 en de bouw zou vanaf dat moment maar liefst 44 jaar voortduren. De wijding van de kerk vond plaats op 22 augustus 1889. Architect van de kerk was Konstantin Thon, een hofarchitect van Duitse komaf en verantwoordelijk voor een groot aantal ontwerpen van monumentale bouwwerken waaronder het Kremlin Paleis en de Christus Verlosserkathedraal. De klokkentoren van de kerk werd uiteindelijk nooit voltooid.

## Sovjetperiode
Tijdens de atheïstische campagne van de jaren 30 werd de kathedraal door de autoriteiten gesloten in 1934. De iconen zijn verbrand in de kerk en het gebouw werd een ruimte voor graanopslag. Na de Tweede Wereldoorlog werd de kerk weer voor de eredienst ter beschikking gesteld.

## Architectuur
De kathedraal heeft een hoogte van 74 meter, een lengte van 84 meter en een breedte van 34 meter. Het gebouw behoort tot de hoogste kerken van Rusland. Het gebouw is rechthoekig en wordt bekroond met vijf koepels. De kerk heeft een zomer- en winterkerk en een lagere kerk.